# Lilla Allgunnen
Lilla Allgunnen är en sjö i Hylte kommun i Halland och ingår i Nissans huvudavrinningsområde.